# Rachael Lynch
Rachael Lynch née le 2 juillet 1986 à Warrandyte, est une joueuse australienne de hockey sur gazon. Elle évolue au poste de gardienne de but au Victorian Vipers et avec l'équipe nationale australienne.
Elle a participé aux Jeux olympiques d'été de 2016 et 2020.

## Carrière

### Coupe du monde
- : 2014
- Top 8 : 2010, 2018

### Coupe d'Océanie
- : 2013, 2015, 2017
- : 2011, 2019

### Jeux olympiques
- Top 8 : 2016, 2020